# Det Norske Veritas
Pour les articles homonymes, voir DNV.
La Fondation indépendante norvégienne Det Norske Veritas ou DNV a été créée en 1864. Son premier objectif était d’inspecter et d'évaluer les conditions techniques des navires marchands norvégiens (société de classification). Aujourd’hui, Det Norske Veritas (DNV) est l’un des principaux prestataires internationaux de services en management des risques. DNV a pour slogan « Préserver la Vie, les Biens et l’Environnement ». Elle opère internationalement depuis 1867 (New-York fut la première implantation hors de la Norvège) et a établi environ 300 bureaux dans 100 pays différents.

## Histoire de Det Norske Veritas
Le premier secteur d’activité historique de la Fondation est lié à la sécurisation des échanges maritimes. Le cœur de métier de la Fondation est d’identifier, d’évaluer et de conseiller sur la meilleure méthode pour maîtriser les risques et améliorer la performance opérationnelle de manière sûre et responsable.
DNV compte aujourd’hui près de 9000 employés de 85 nationalités différentes. DNV porte une attention toute particulière à certains secteurs, comme le maritime, l'énergie, la pétrochimie, l'aéronautique et le spatial, l'automobile, la finance, l'agroalimentaire, la santé et les soins à la personne, les technologies de l'information et les télécom. Aujourd’hui, DNV est connu pour son implication dans le management des risques opérationnels, quel que soit le secteur.
Les valeurs principales de DNV sont les suivantes : construire la confiance et la crédibilité, ne faire aucun compromis sur la qualité ou l’intégrité, prendre soin des clients et de chacun des salariés de la Fondation et promouvoir le travail d’équipe et l’innovation.
Siège de DNV à Oslo :

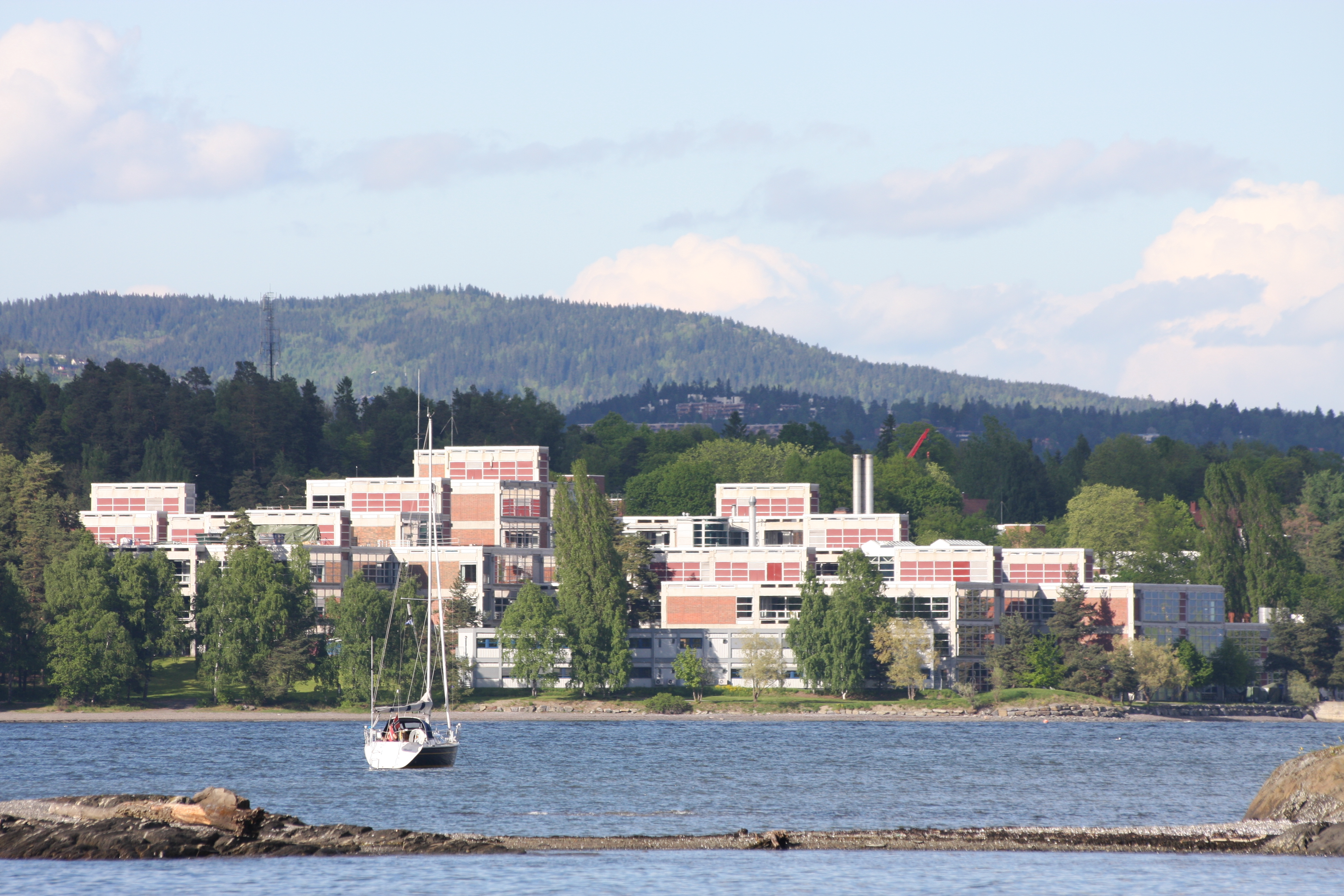
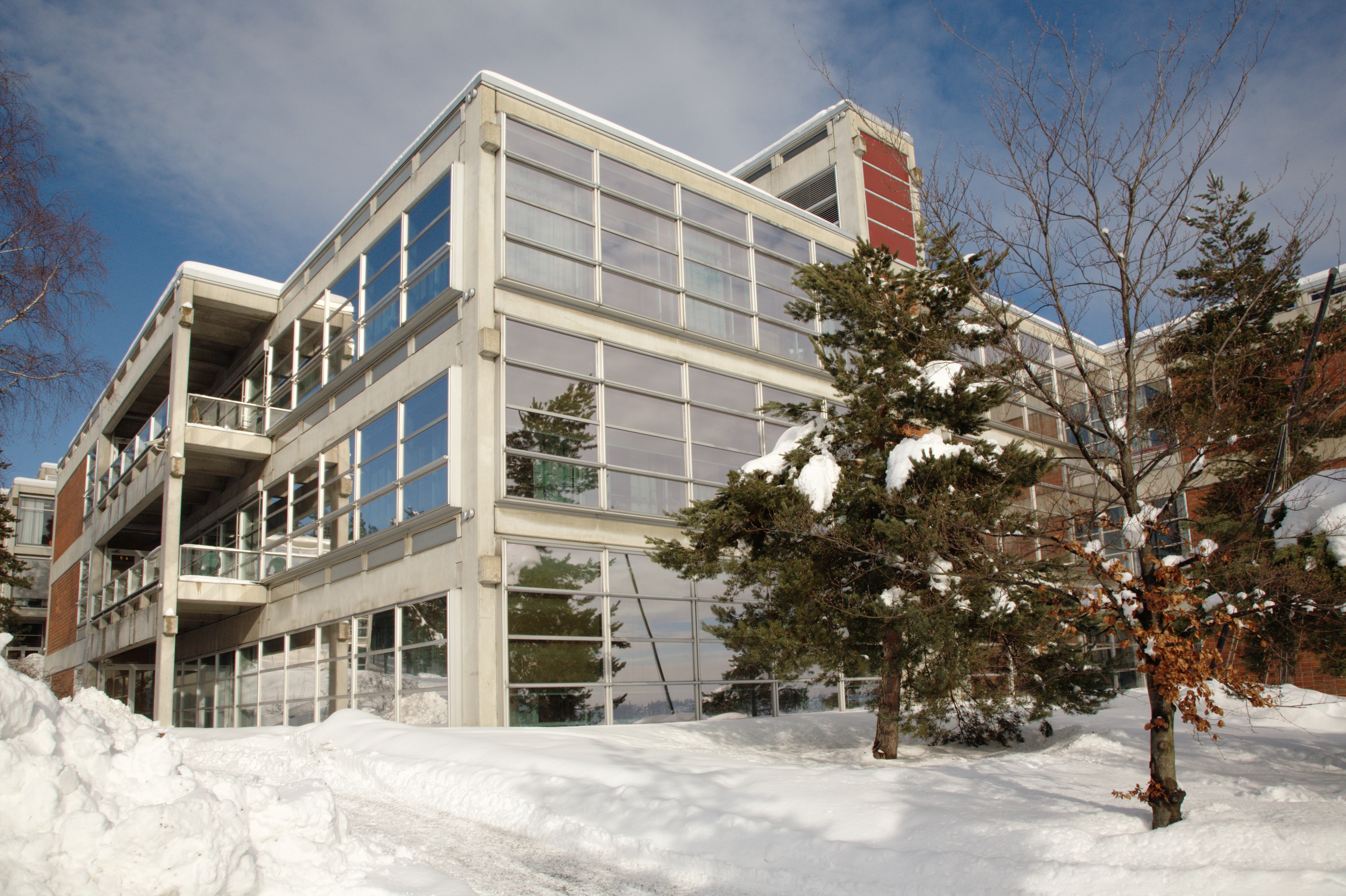
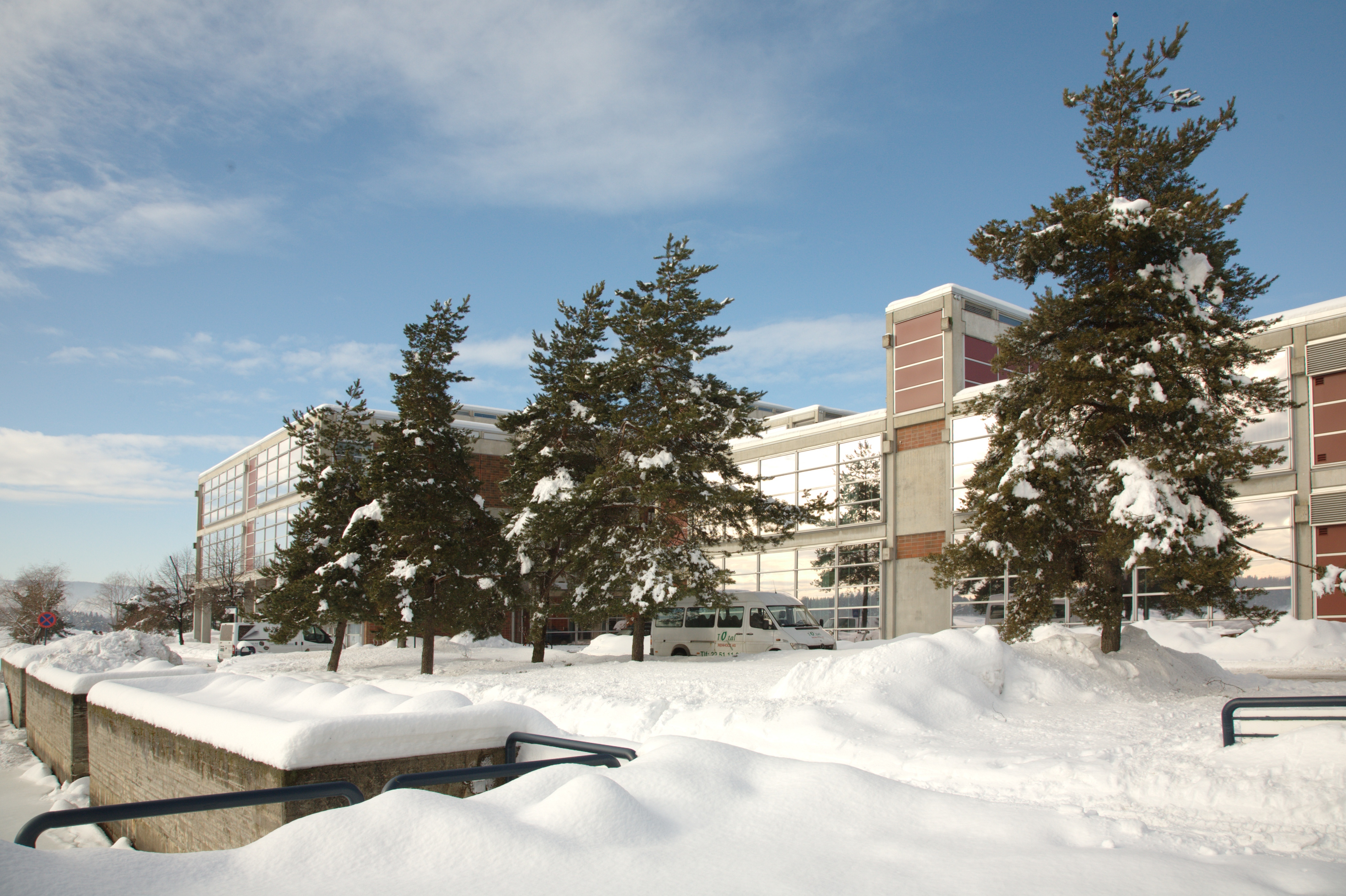

Depuis 1864, DNV a toujours maintenu un département consacré à la recherche qui a renforcé et développé des services, règles et normes dans de multiples domaines. Certaines des innovations de DNV ont parfois servi de base pour des normes internationales.
À l’heure actuelle, les principaux programmes de recherche de DNV portent sur :
- Les opérations arctiques
- Les risques biologiques
- Les solutions énergétiques futures
- Les technologies et processus d’information
- Les systèmes de transport maritime
- Les matériaux et surfaces multifonctionnelles.

L’organisation de DNV est répartie entre différentes Divisions, et Independent Business Units (I.B.U.) :
- DNV Business Assurance (anciennement Certification)
- DNV Sustainability & Innovation
- DNV Petroleum Services
- DNV Climate Change Services
- DNV Software
- DNV Energy and Maritime.

## DNV Business Assurance (anciennement Certification)
DNV Business Assurance est l’une des Independent Business Units rattachées à Det Norske Veritas ; c’est une entité légale à part entière dont le capital est contrôlé par DNV, et elle est établie comme une des marques du groupe DNV. DNV Business Assurance est l’un des principaux organismes de certification au niveau mondial (plus de 70 000 certificats délivrés dans le monde), et emploie 1 600 personnes dans 48 pays.
DNV Business Assurance délivre des prestations de certification, d'évaluation et de formations (pour des systèmes, produits et entreprises). Le siège mondial de DNV Business Assurance est localisé à Milan, en Italie. En France, les bureaux de DNV Business Assurance se trouvent à proximité de Lyon (Rhône).

### Principaux services de DNV Business Assurance
Certification
1. La certification et l'évaluation de systèmes de management (liste non exhaustive)
- Qualité (ISO 9001, ISO/TS 16949, EN 9100, ISO 13485)
- Environnement (ISO 14001, Système Européen d’Echange des Crédits d’Emissions)
- Sécurité des aliments (IFS, ISO 22000, FSSC 22000)
- Management de l’énergie (EN 16001/ISO 50001)
- Santé et sécurité au travail (OHSAS 18001, ISRS, MASE)
- Sécurité de l’information (ISO 27001)
- Responsabilité sociétale des entreprises (Vérification des rapports de développement durable, ISO 26000, SA 8000)

2. La certification de produits
- Produits responsables (référentiel ProSustain)
- Dispositifs médicaux (Marquage CE)

Formations
- Thèmes couverts : Management des risques, Qualité et excellence opérationnelle, Responsabilité sociétale, Agroalimentaire, Santé et sécurité au travail, Management & leadership et Energie et environnement.

- Types de sessions proposées : inter ou intra entreprises.

## DNV Sustainability & Innovation
Cette division est spécialisée dans le Développement Durable ainsi que l’innovation. À ce titre elle s’intéresse aux problématiques sociales, de gouvernance, d’investissements responsables et de développement durable.

## DNV Petroleum Services
DNVPS a été le premier à évaluer la qualité des bunkers en 1981, et est aujourd’hui le premier fournisseur de solutions de management de carburant pour les opérateurs de navires dans le monde. DNVPS détient 70 % du marché international des services d’évaluations de qualité des carburants.
L’organisation possède cinq laboratoires d’évaluation de bunkers à Singapour, Oslo, Rotterdam, Fujaïrah et Houston.

## DNV Climate Change Services
Cette division a un secteur d’activité très spécifique, lié au changement climatique. Ainsi, elle s’intéresse aux émissions de carbone, aux stratégies et politiques à suivre, ainsi qu'au management de l’énergie et du carbone, et enfin à l’empreinte carbone des organisations et entreprises.

## DNV Software
DNV Software développe des logiciels dans de nombreux domaines : la conception, l’analyse des risques, l’évaluation des atouts, la gestion des cycles de vie…
Les logiciels développés par DNV Software sont Nauticus pour l’industrie maritime, Sesam pour l’industrie offshore, et Safeti pour l’industrie de transformation.

## DNV Maritime & Energy
DNV Maritime & Energy se consacre aux secteurs du même nom et comprend de nombreux domaines dont le gaz naturel, les énergies renouvelables, la classification de navires, etc.